# Lepisanthes divaricata
Lepisanthes divaricata är en kinesträdsväxtart som först beskrevs av Ludwig Radlkofer, och fick sitt nu gällande namn av Leenh.. Lepisanthes divaricata ingår i släktet Lepisanthes och familjen kinesträdsväxter. Utöver nominatformen finns också underarten L. d. lunduensis.